# Hochstaden (Adelsgeschlecht)
Die Grafen von Hochstaden waren ein rheinländisches Adelsgeschlecht. Die Grafschaft Hochstaden bestand vom 11. bis zum 13. Jahrhundert. 
Nach dem Aussterben einer älteren Linie entstand eine jüngere Linie durch die Verbindung mit den Grafen von Are (Are-Hochstaden). Nachdem die Hauptlinie Are ausgestorben war, fiel deren Besitz an die Hochstadener Linie. Schließlich vermachten Erzbischof Konrad von Hochstaden und sein Bruder den Besitz dem Kölner Erzstift.

## Geschichte
Ursprung war die frühmittelalterliche Motte Husterknupp nordwestlich von Köln. Über die frühen Besitzer ist kaum etwas bekannt, bereits im Mittelalter verschwand die Burg schon wieder. Die letzten Reste wurden durch den Braunkohlebergbau der Grube Frimmersdorf-Süd vernichtet. 
Die Grafen von Hochstaden gehen zurück auf Gerhard I. Dieser ist für die Zeit zwischen 1074 und 1096 bezeugt. Dessen Mutter stammte möglicherweise von den Ezzonen ab. Sein Vater trug den Namen Gerlach von Gulikgau. Gerlach war der Sohn von Gerard (Mosalensis) Graf im Gulikgau 1003–1029, Herr von Heimbach 1011, über die Herkunft seiner Frau ist nichts bekannt. Bei der Erbverteilung von 1246 starb Theodor von Are, die Ehe mit Bertha von Limburg blieb kinderlos. Somit hatten sowohl der Bischof von Köln als auch der Graf von Gulik einen Anspruch auf die Erbschaft. Gerlach bekam Wichinrode und sein Bruder Eberhard übernahm die Gulikgau und Heimbach. Dadurch hatte sein Nachkomme, der Graf von Gullik, auch Erbrechte auf dem Are-Hochstaden-Besitz.
Ein Bruder Gerhards war der Kölner Erzbischof Hermann III. von Hochstaden. Diese ältere Linie starb im Mannesstamm mit Gerhard II. 1149 aus. Die Erbtochter von Hochstaden und Wickrath Adelheid heiratete Otto von Are († um 1167). Dadurch kam der Besitz in die Hand der Familie von Are. Nach dem Tod des Vaters von Otto Dietrich I. von Are wurde das Erbe geteilt. Es entstanden die Linien Are, Nürburg und Hochstaden. Nach dem Tod Ottos wurde auch die Linie Hochstaden geteilt. Neben der Hauptlinie Hochstaden gab es eine Linie Wickerode (nach Wickrath), die mit einem Kölner Domherren mit Namen Heinrich (erwähnt 1283–1331) ausstarb. 
Die Grafen von Hochstaden unterstützten im deutschen Thronstreit die welfische Seite gegen Friedrich II.
Die Linie Hochstaden kam nach dem Tod von Theoderich II., dem letzten Vertreter der Hauptlinie Are, in den Besitz von dessen Namen und Gebiet. Dieser Linie Are-Hochstaden entstammten Erzbischof Konrad und dessen Bruder Friedrich (erwähnt 1228–1265). Nachdem ihre Neffen Theoderich und Gerhard kinderlos verstorben waren, traten die Brüder den Besitz an das Erzstift Köln ab. Dazu gehörten unter anderem Neuenahr, Altenahr, Heimbach, Hardthöhe und Nürburg.

## Genealogie

### Ältere Linie
- Gerhard I. († nach 1096)
  - Gerhard II. († nach 1145)
    - Adelheid († vor 1162) ⚭ Otto Graf von Are († vor 1162) → Jüngere Linie
- Hermann III. von Hochstaden († 21. November 1099), Erzbischof von Köln

### Jüngere Linie
- Adelheid und Otto von Are
  - Otto († nach 1208) Begründer der Linie Wickrath (⚭ Alveradis von Saffenberg?)
  - Lothar Bischof von Lüttich
  - Dietrich († 1194 oder 1197) ⚭ Liuitgart von Dagsburg
    - Lothar I. († nach 1215) ⚭ Mathilde von Vianden
      - Lothar II. († 1237 oder 1242)
        - Dietrich († 1246)
        - Gerhard († 1242 oder 1245)

      - Konrad († 18. September 1261), Erzbischof von Köln
      - Friedrich († 1265)
      - Elisabeth ⚭ Eberhard von Hengebach
      - Mechthild († nach 1243) ⚭ Konrad von Müllenark
      - Margareta († nach 1314) ⚭ Adolf IV. Graf von Berg